# Oki Electric Industry
Oki Electric Industry (яп. 沖電気工業株式会社) (також OKI, OKI Electric або OKI Group) — японська компанія, що виробляє та продає інфо-телекомунікаційну та друкарську продукцію. Штаб-квартира в Токіо, Японія, OKI працює в більш ніж 120 країнах по всьому світу. В перший рік свого заснування (1881) виготовила перший у Японії телефон.
Річний обіг компанії в 2007 становив 719,7 млрд єн. На компанію працює 22 640 осіб, зокрема 7 327 співробітників за межами Японії.

## OKI Printing Solutions
11 травня 2005 OKI Data Corporation замінила свій корпоративний бренд на OKI Printing Solutions. OKI Printing Solutions є торговою маркою OKI Data Corporation та OKI Europe Ltd. (частини групи Oki Electric). Річний оборот OKI Data Corporation у 2007 склав 187.9 млрд єн. Бренд OKI Printing Solutions представлений в більш ніж 120 країнах світу.
Продажі під брендом OKI Printing Solutions діляться між регіонами:
- Європа, Близький Схід та Африка — 54,3 %;
- Центральна і Південна Америка — 22,3 %,
- Азія та Океанія — 17,8 %
- інші — 5,6 %.

## Представництво OKI Europe Ltd в Україні
OKI Europe Ltd є постачальником друкарського обладнання здебільшого для підприємств державного, банківського та транспортного секторів, має представництво в Україні, що відповідає також за розвиток бізнесу в Білорусі та Молдові. Оперативне керівництво представництвом здійснює заступник директора представництва OKI Europe Ltd в Україні Тарас Чабанівський.
З 2007 Представництво OKI Europe Ltd в Україні, Білорусі та Молдові є членом Асоціації підприємств інформаційних технологій України (АПІТУ).